# Érable moiré

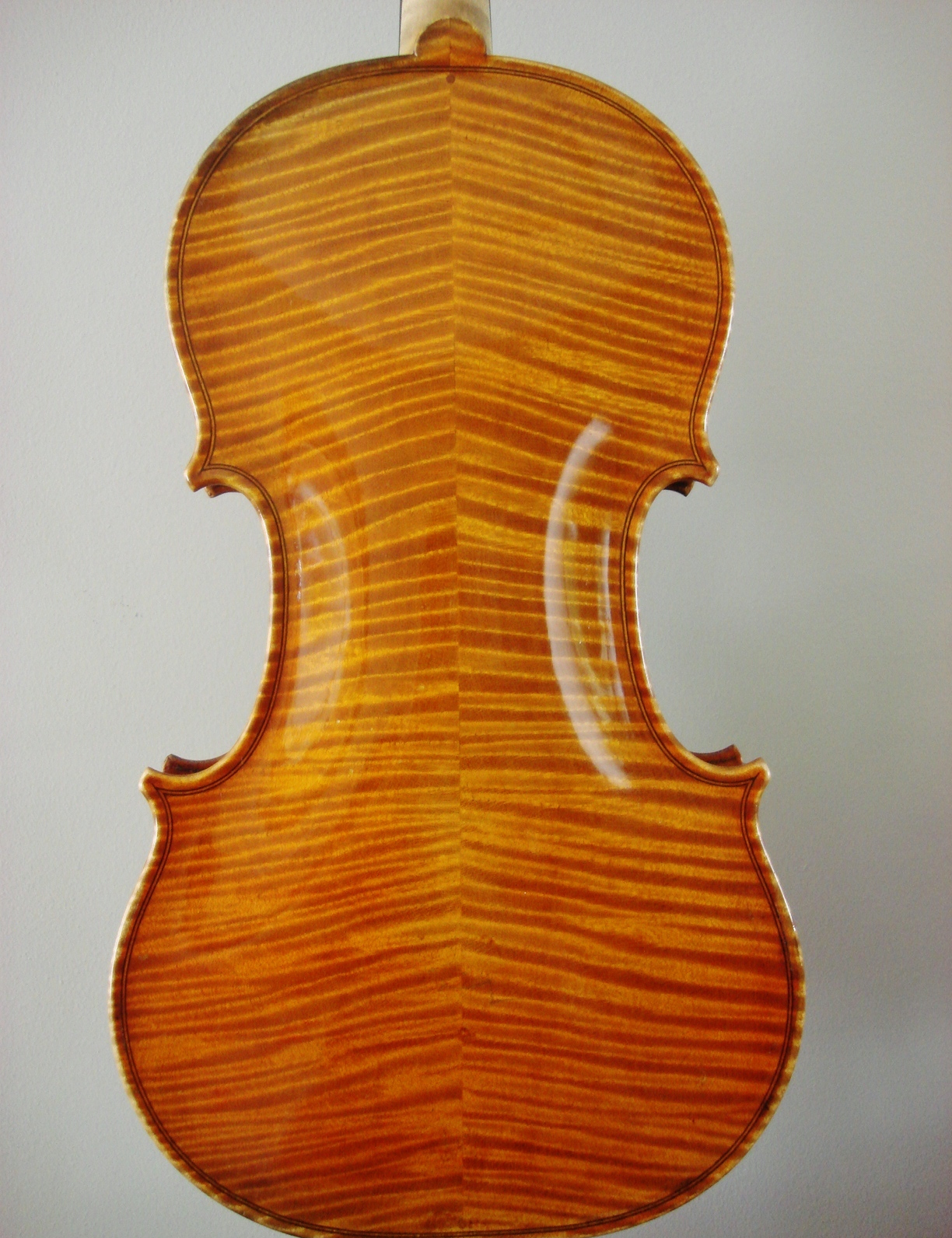
Vue arrière d'un violon.

L'érable moiré, frisé, flammé ou ondé en dos de violon,, est une variété de bois d'érable dans laquelle la croissance des fibres de bois est déformée en motif d'ondes chatoyantes. Apprécié pour son bel aspect, il est fréquemment utilisé dans la fabrication d'instruments de musique, tels que violons, et bassons, guitares, et dans l'ameublement. 
Lors de l'expansion vers l'ouest des premiers colons et explorateurs sur les terres situées à l'ouest des Appalaches, l'érable moiré était souvent utilisé pour fabriquer les crosses des fusils du Kentucky.

## Maniabilité
La structure de l'érable moiré est constituée de motifs déformés trouvés dans des bois d'érables spécifiques. Bien que ce motif ait un aspect très différent de celui de l’érable ordinaire, il se comporte généralement de manière très similaire. Lors du travail du bois, il faut considérer le type de bois avec lequel on travaille. Les bois durs tels que le chêne nécessitent un équipement lourd pour le formage, tandis que les résineux tels que le pin peuvent être coupés et rabotés avec beaucoup moins de force et des outils plus légers. Les érables font partie de la catégorie des bois feuillus, bien qu’ils soient généralement plus légers et plus faciles à travailler que des bois durs plus résistants comme le chêne et l’acajou. 
Comme dans la plupart des autres bois, l’érable moiré a le potentiel de se fendre et d'éclater. Pour contrer cela, les menuisiers travaillant avec l'érable moiré doivent utiliser des outils plus tranchants et plus rapides par rapport à leurs homologues plus lourds. Les lames de scie, par exemple, se révèlent plus efficaces contre l’érable moiré quand on leur donne une fine rangée de dents au lieu de dents plus grossières et plus grosses que l’on peut trouver sur une lame utilisée pour le chêne. L’érable moiré (et l’érable en général) est connu pour sa rigidité en raison de son grain serré et de sa structure solide. Par conséquent, une contrainte trop importante exercée sur un côté d'une pièce d’érable peut entraîner une fragmentation et une défaillance catastrophique. Pour éviter cela, les menuisiers utilisent souvent des gabarits préformés pour maintenir l'érable en place. 

## Utilisation dans les guitares

### Vulgarisation
L'érable moiré est particulièrement populaire dans les guitares depuis des décennies. Généralement, le processus consiste à découper l’érable à forme, en le façonnant si nécessaire par déformation en moule et en appliquant une couche transparente ou une laque pour protéger la finition et assurer la bonne tenue du bois. L'érable moiré est particulièrement appréciée en raison de son inclusion dans la Gibson Les Paul. À mesure que sa renommée grandissait, la renommée et la valeur de ce style de guitare augmentaient, ce qui incita de nombreuses compagnies de guitares à proposer des finitions similaires en érable moiré. 

### Controverse
Parmi les communautés de guitares, un débat toujours présent tient à la tonalité. C'est le débat sur la quantité ou le peu de matériau de l'instrument qui affecte son son. Même s’il s’agit d’un vaste débat, l’érable moiré est un bois dur généralement considéré comme produisant un son éclatant et chatoyant en raison de sa rigidité et de la réflexion des ondes sonores qu'il assure. Cet effet est généralement perceptible dans les guitares acoustiques en érable moiré, mais insignifiant dans les guitares électriques. De plus, les effets du revêtement transparent ou de l'application de vernis nitrocellulosique sur une finition en érable moiré sont également à débattre. 

## Variations

### Figures sur Gibson Les Paul Standard (1958-1960)

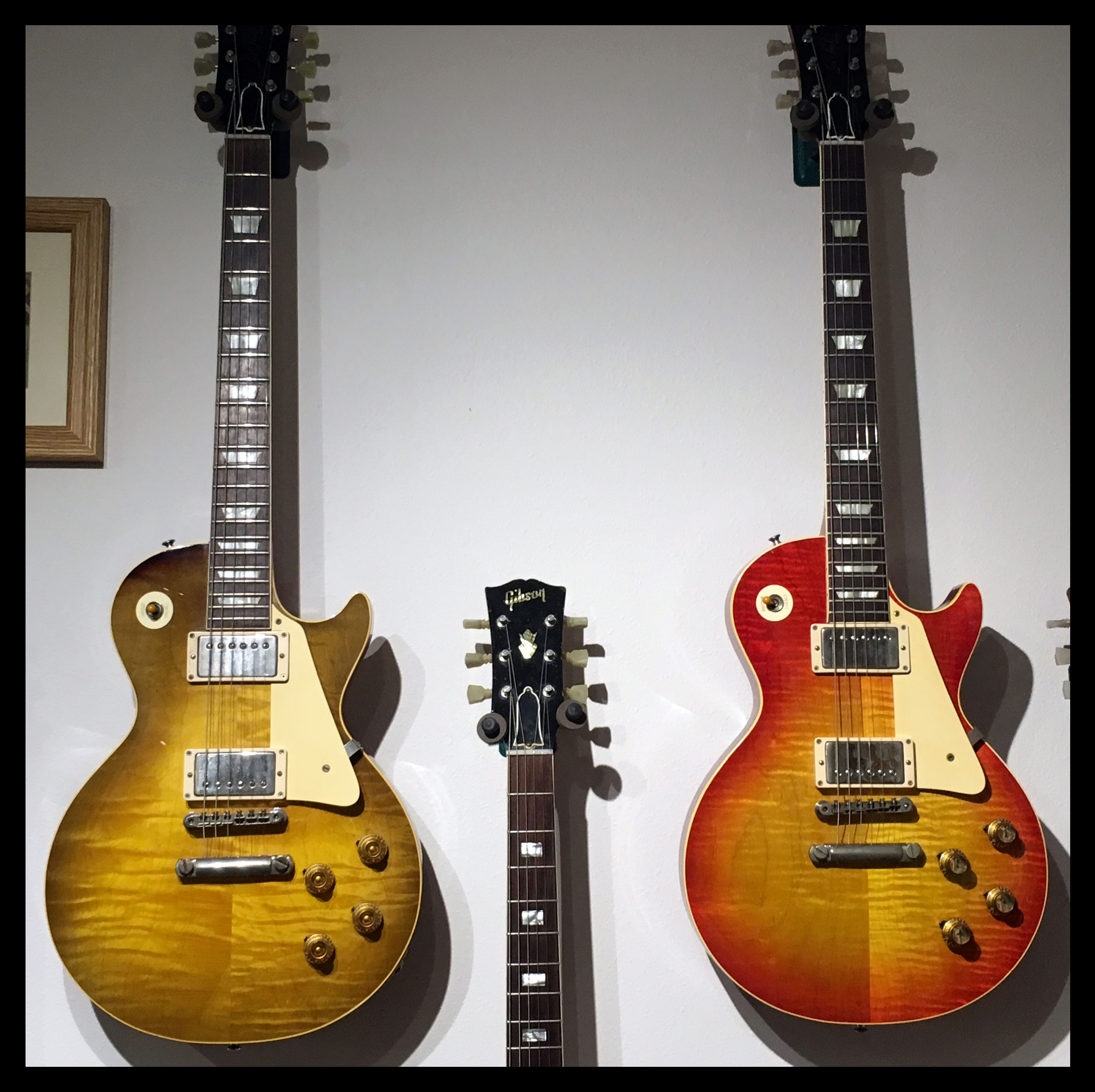
Gibson Les Paul Standard de 1959 et 1960 présentant une table en érable flammé

Selon Beauty Of The Burst de Yasuhiko Watanabe, les motifs vus sur la trame dégradée Les Paul sont classés en 8 types: 6 types d'érable à flamme (curly , ribbon curly, flame, strip tiger, fiddleback, pin stripe ) et 2 autres types (blister et bird's eye). Les deux derniers types ne sont généralement pas considérés comme les variations de l'érable moiré, au même titre que l'érable à ouatiné.

### Figures sur des guitares modernes en érable
6 figures de bois d'érable

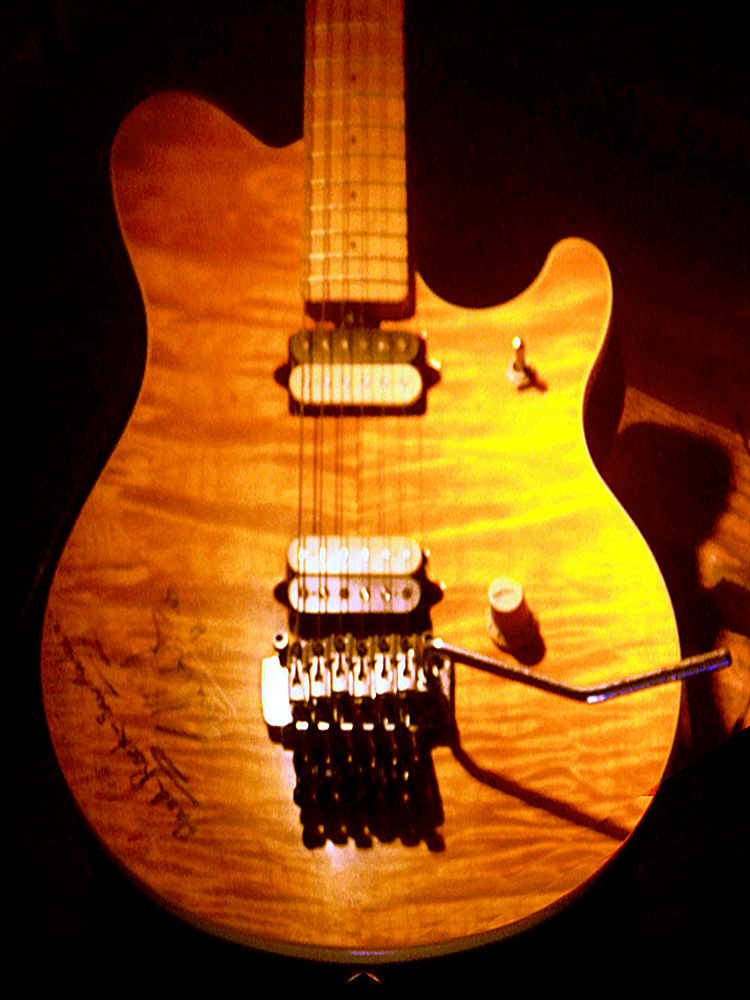
Curly
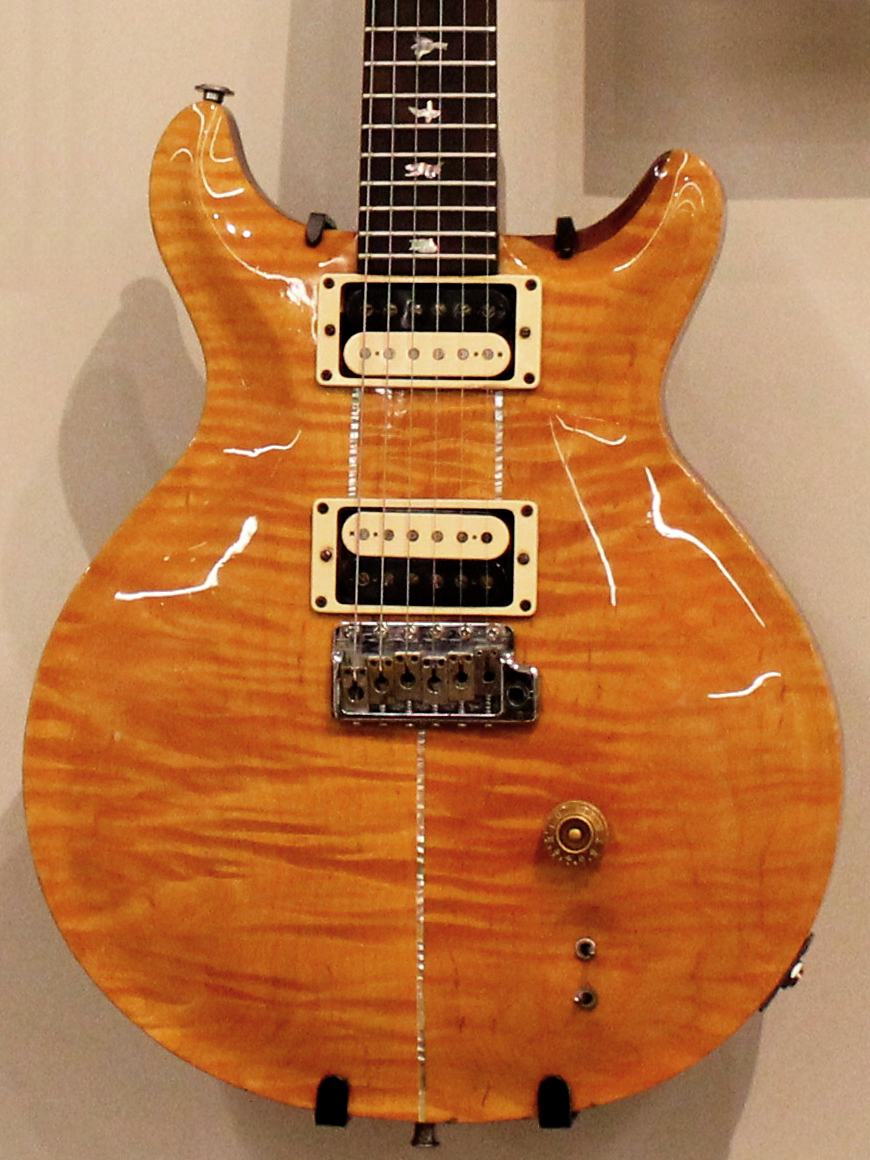
Ribbon curl
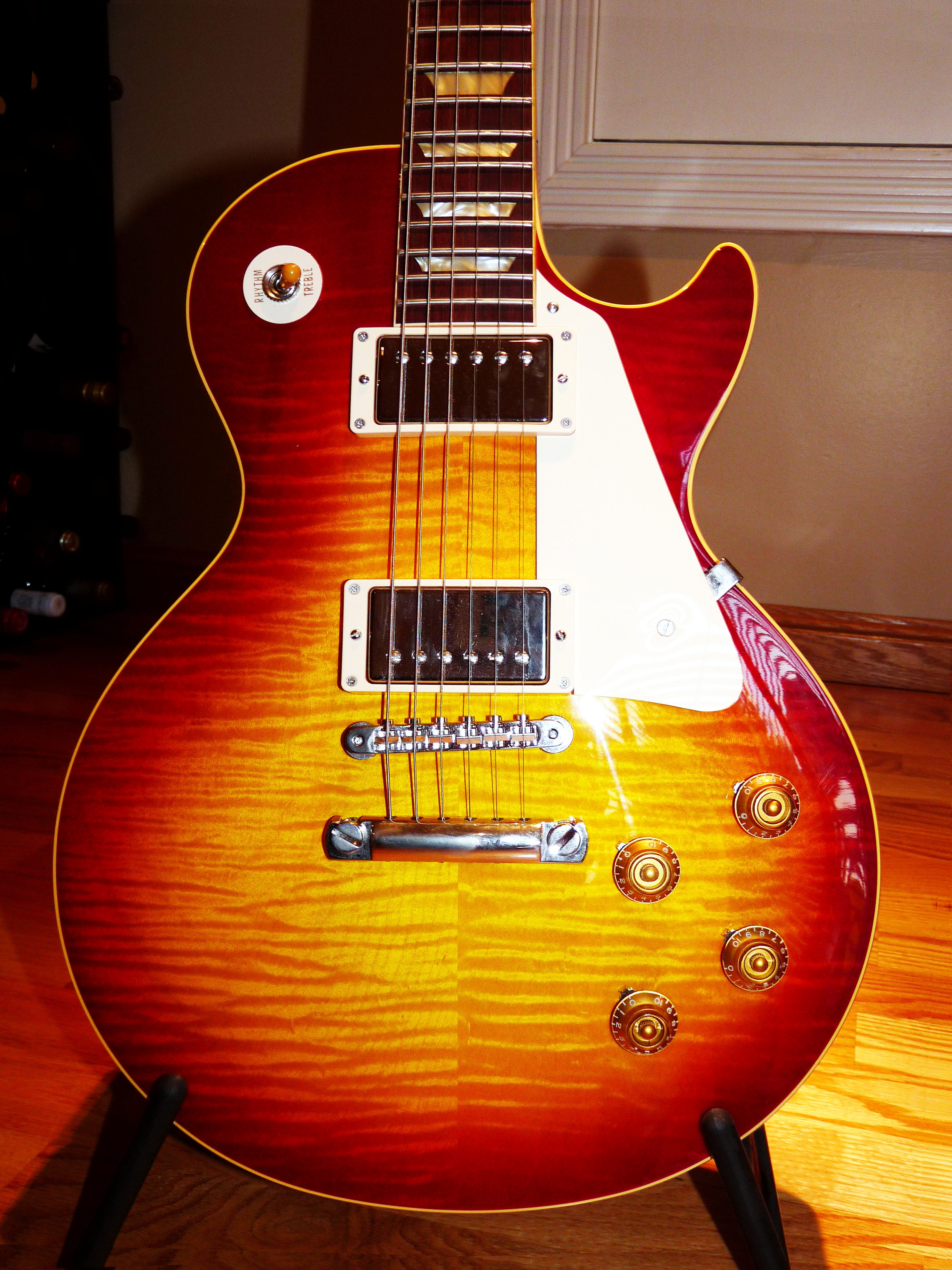
Flame
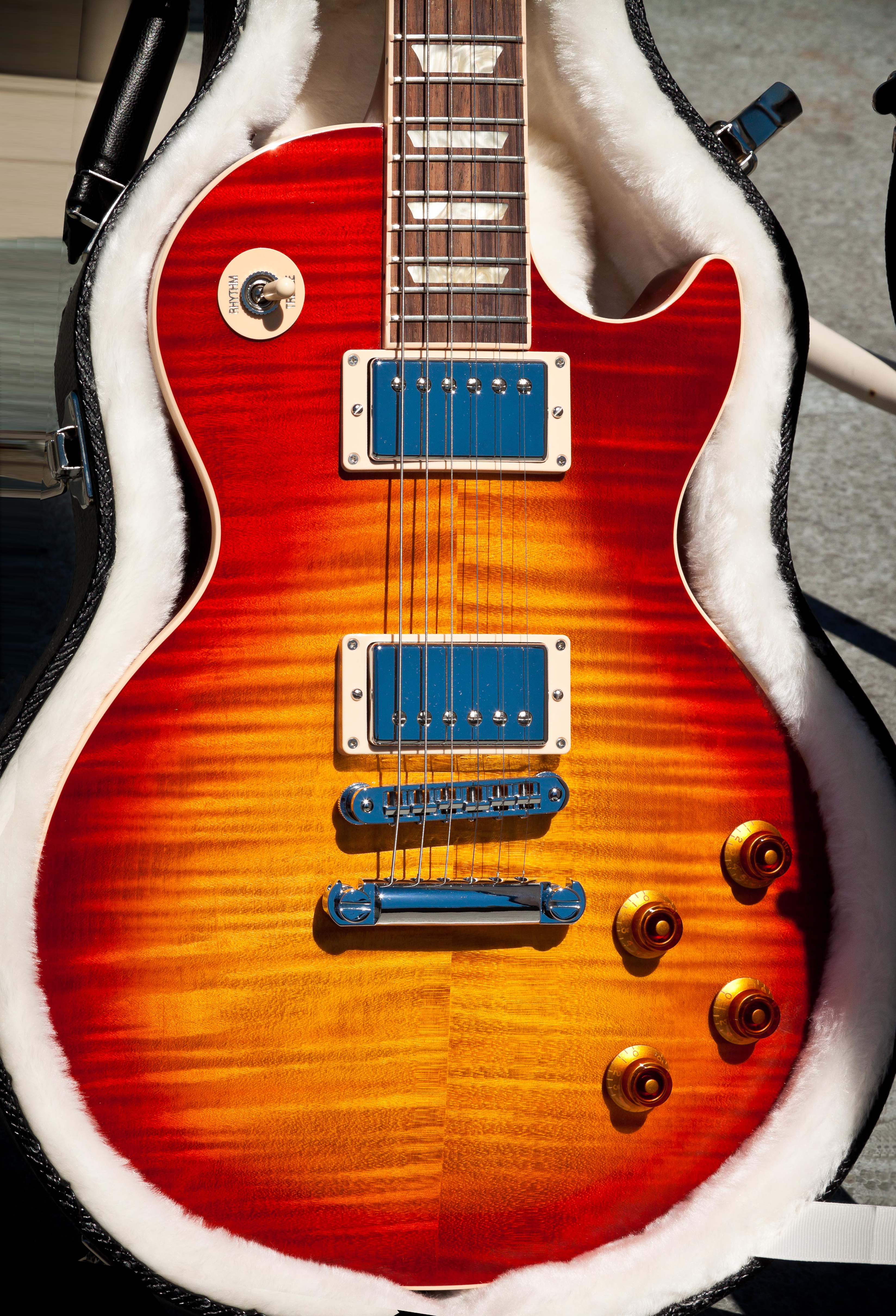
Tiger stripe
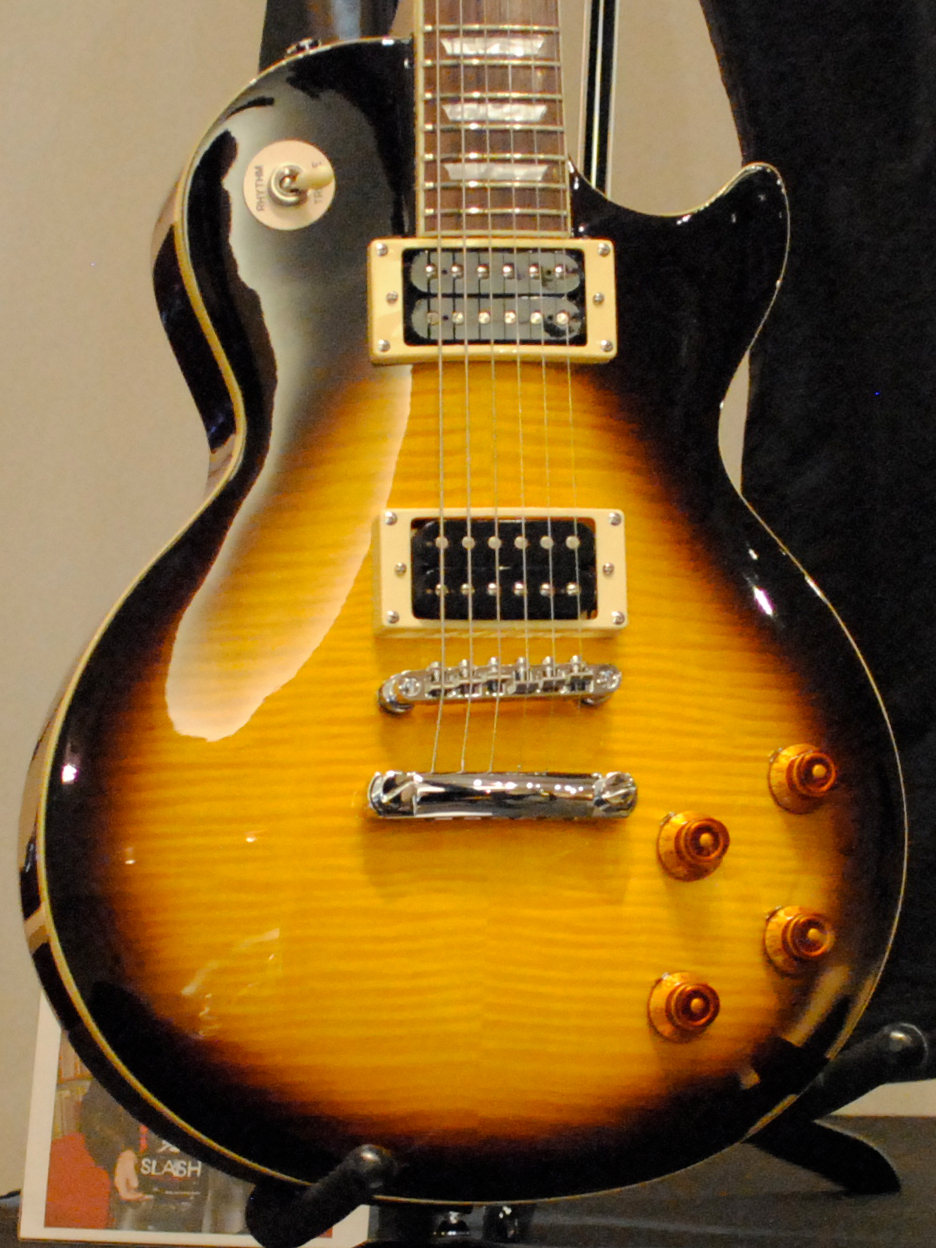
Fiddleback
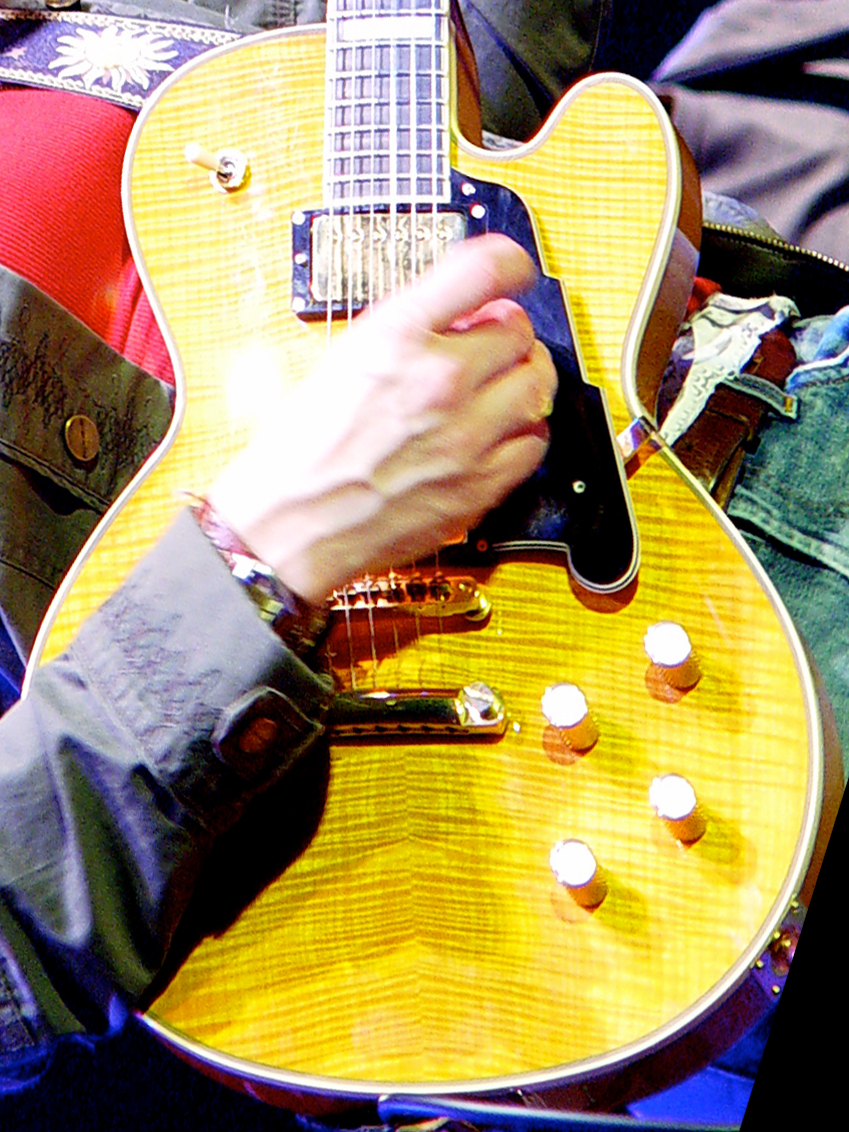
Pin stripe

Autres types de bois d'érable (à titre de comparaison)

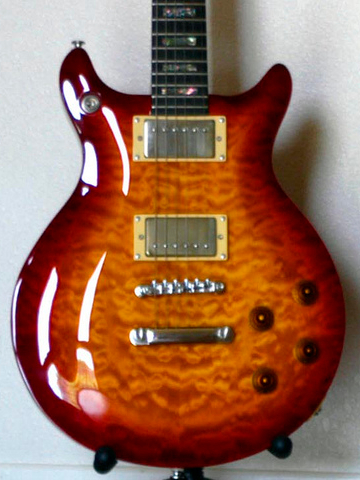
Blister
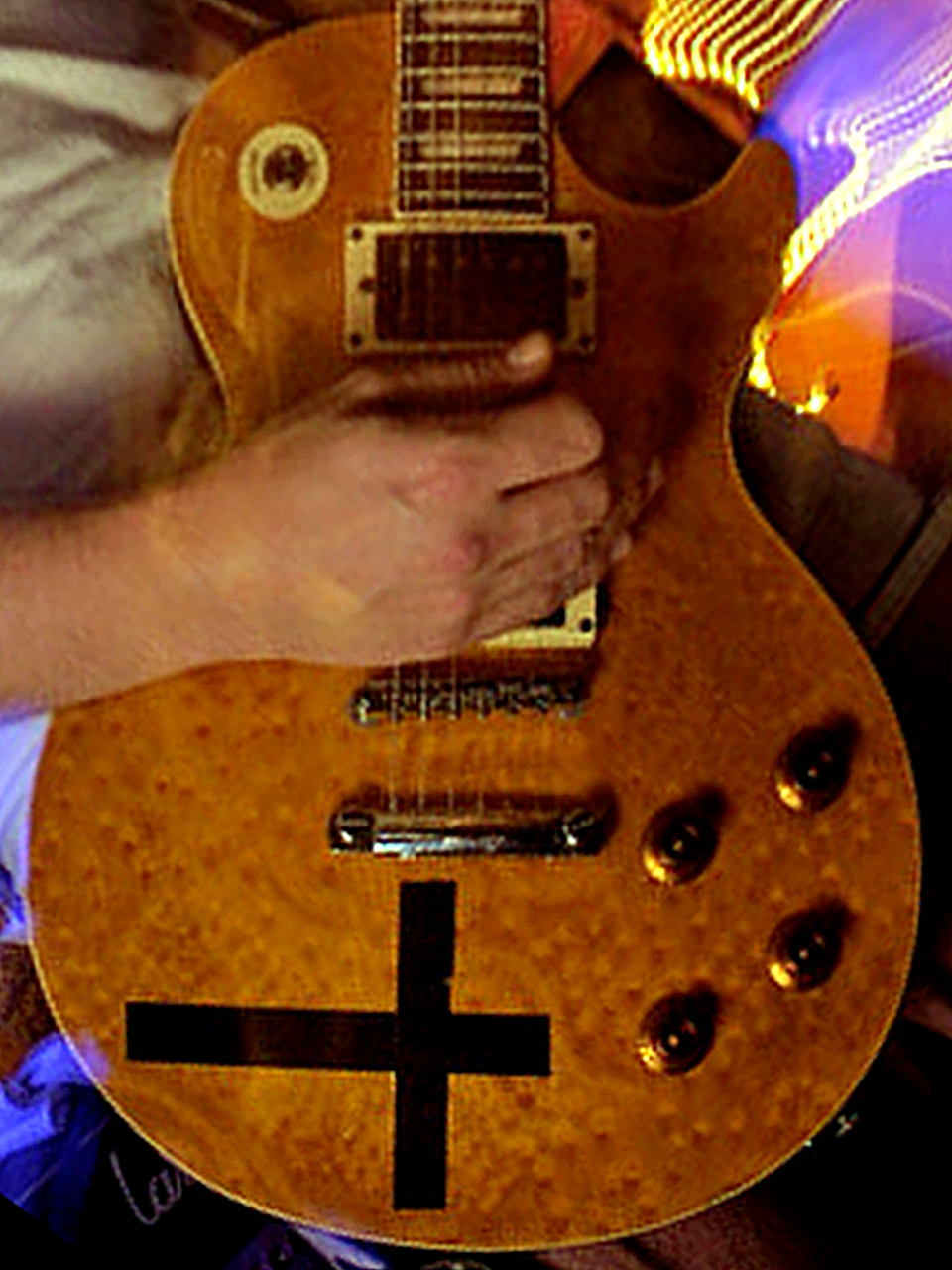
Bird's eye
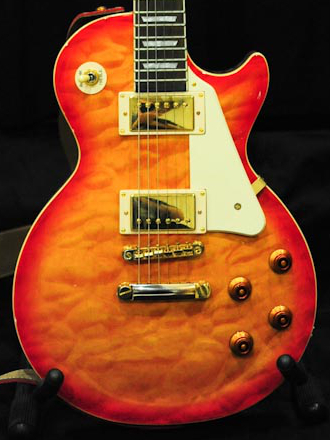
Quilt maple
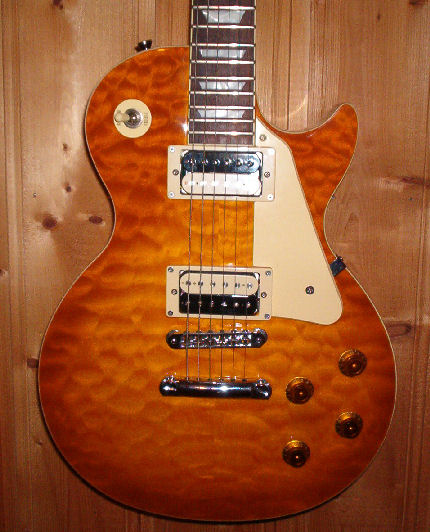